# Xylophanes laevis
Xylophanes laevis är en fjärilsart som beskrevs av Augustus Radcliffe Grote och Robinson 1867. Xylophanes laevis ingår i släktet Xylophanes och familjen svärmare. Inga underarter finns listade i Catalogue of Life.